# Louka (district de Hodonín)
Pour les articles homonymes, voir Louka.
Louka (en allemand : Wiesen) est une commune du district de Hodonín, dans la région de Moravie-du-Sud, en République tchèque. Sa population s'élevait à 943 habitants en 2020.

## Géographie
Louka se trouve à une dizaine de kilomètres au nord de la frontière avec la Slovaquie, à 28 km à l'est-nord-est de Hodonín, à 72 km à l'est-sud-est de Brno et à 256 km au sud-est de Prague.
La commune est limitée par Blatnice pod Svatým Antonínkem au nord, par Blatnička à l'est, par Velká nad Veličkou à l'est et au sud-est, et par Lipov au sud-ouest et à l'ouest.

## Histoire
La première mention écrite de la localité date de 1046.